# Lee Hodson
Lee James Stephen Hodson (Watford, 2 ottobre 1991) è un calciatore nordirlandese, difensore dell'Eastleigh.

## Carriera

### Nazionale
Viene convocato per gli Europei 2016 in Francia.